# Podoroschnoje (Kaliningrad)
Podoroschnoje (russisch Подорожное, deutsch Forken) ist ein Ort in der russischen Oblast Kaliningrad. Er gehört zur kommunalen Selbstverwaltungseinheit Stadtkreis Selenogradsk im Rajon Selenogradsk.

## Geographische Lage
Podoroschnoje liegt in einer Talsenke 24 Kilometer westlich von Kaliningrad (Königsberg) und sechs Kilometer nördlich der Stadt Swetly (Zimmerbude) an der Regionalstraße 27A-016 (ex A193). Die nächste Bahnstation ist der Ostanowotschny punkt „O.p. 29 km“ (Haltepunkt, bis 1945 Bahnhof Kaspershöfen) an der Bahnstrecke Kaliningrad–Baltijsk (Königsberg–Pillau) der früheren Ostpreußischen Südbahn.

## Ortsname
Der deutsche Ortsname Forken leitet sich von dem früheren Besitzer Peter Forcke ab.

## Geschichte
Das bis 1946 Forken genannte Gutsdorf war als Krug am Weg nach Königsberg (Preußen) schon bekannt, als der Name „Forken“ noch gar nicht geläufig war. Peter Forcke hatte den Krug am 16. Februar 1481 zu Köllmischem Recht verschrieben bekommen. Am 25. Juni 1895 wurde der Gutsbezirk Forken aus Teilen des Gutsbezirks Domäne Kragau (heute russisch: Prochladnoje), nämlich dem Erbpachtgut Forken mit den Vorwerken Damerau (Stepnoje, nicht mehr existent) und Gillet (nicht mehr existent) gebildet, der zum Amtsbezirk Kallen (heute russisch: Zwetnoje) im Landkreis Fischhausen, von 1939 bis 1945 Landkreis Samland im Regierungsbezirk Königsberg der preußischen Provinz Ostpreußen gehörte. Im Jahre 1910 zählte Forken 111 Einwohner.
Am 30. September 1928 gab Forken seine Eigenständigkeit auf, indem es sich mit den Landgemeinden Bludau (heute russisch: Kostrowo) und Kaspershöfen (Doroschnoje) zur neuen Landgemeinde Bludau zusammenschloss.
In Folge des Krieges kam Forken 1945 mit dem nördlichen Ostpreußen zur Sowjetunion. Im Jahr 1950 erhielt der Ort den russischen Namen Podoroschnoje und wurde gleichzeitig dem Dorfsowjet Logwinski selski Sowet im Rajon Primorsk zugeordnet. Später gelangte der Ort in den Powarowski selski Sowet. Von 2005 bis 2015 gehörte Podoroschnoje zur Landgemeinde Pereslawskoje selskoje posselenije und seither zum Stadtkreis Selenogradsk.

## Kirche
Die Bevölkerung Forkens war bis 1945 überwiegend evangelischer Konfession. Das Dorf gehörte zum Kirchspiel der Kirche in Fischhausen (heute russisch: Primorsk) im gleichnamigen Kirchenkreis in der Kirchenprovinz Ostpreußen der Kirche der Altpreußischen Union. Heute liegt Podoroschnoje im Einzugsbereich der in den 1990er Jahren neu entstandenen evangelisch-lutherischen Gemeinde in Swetly (Zimmerbude), einer Filialgemeinde der Auferstehungskirche in Kaliningrad (Königsberg) in der Propstei Kaliningrad der Evangelisch-lutherischen Kirche Europäisches Russland.

## Persönlichkeiten des Ortes
- Arthur von Buddenbrock (1850–1929), ab 1877 Gutsbesitzer auf Forken, Politiker, Mitglied des Deutschen Reichstages
- Marie von Buddenbrock (1883–1979), Kunstmalerin und Illustratorin